# Гарсиа Катурла, Алехандро
Алеха́ндро Гарси́а Кату́рла (исп. Alejandro García Caturla; 7 марта 1906 — 12 ноября 1940) — кубинский композитор и дирижёр.

## Биография
В юности учился игре на скрипке, одновременно изучая в Гаване право. В 1925—1927 гг. изучал композицию в Париже у Нади Буланже. По возвращении на Кубу был скрипачом в различных гаванских оркестрах, дирижировал собственным небольшим оркестром, впервые исполнившим на Кубе произведения Дебюсси, Равеля, де Фальи, Гершвина. Композиторское творчество Гарсиа Катурла основано на использовании афрокубинского фольклорного материала. Особый интерес представляет его опера «Manita en el suelo» (1934—1937; либретто Алехо Карпентьера), задуманная для постановки в театре марионеток; в 1985 г. опера была впервые поставлена на Кубе.